# Willisdorf
Willisdorf är en ort i kommunen Diessenhofen i kantonen Thurgau i Schweiz. Den ligger cirka 18,5 kilometer nordväst om Frauenfeld och cirka 8 kilometer öster om Schaffhausen. Orten har 136 invånare (2024).
Orten var före den 1 januari 2000 en egen kommun, men inkorporerades då i kommunen Diessenhofen.